# Hispodonta forticornis
Hispodonta forticornis es una especie de insecto coleóptero de la familia Chrysomelidae.
Fue descrita científicamente en 1916 por Heller.